# 스웨덴 왕세녀 빅토리아
빅토리아 잉그리드 알리스 데시리에(스웨덴어: Victoria Ingrid Alice Désirée, 1977년 7월 14일 ~ )는 스웨덴의 왕세녀이다. 칼 16세 구스타프와 실비아 왕비 사이에서 태어난 장녀이며 예상대로 왕위에 오르면 스웨덴의 4번째 여왕(마르그레테 1세, 크리스티나, 울리카 엘레오노라에 이어)이 되며 1720년 이후 첫 여왕이 된다. 스웨덴은 1980년 왕위 계승법을 제정해 유럽 최초로 절대적 맏이 상속법을 도입했다.